# 가이소군

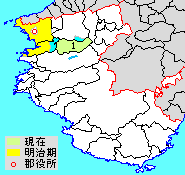
가이소 군의 위치

가이소군(일본어: 海草郡, かいそうぐん)은 일본 와카야마현에 있는 군이다.
인구 7,381명, 면적 128.34km², 인구밀도 57.5명/km².(2025년 3월 1일, 추계인구)
이하 1정으로 구성된다.
- 기미노정(紀美野町)

## 역사
- 2005년 4월 1일 - 시모쓰 정이 가이난시에 편입되었다.
- 2006년 1월 1일 - 미사토 정과 노카미 정이 합병해 기미노 정이 되었다.